# Tragocephala ducalis
Tragocephala ducalis är en skalbaggsart som beskrevs av White 1856. Tragocephala ducalis ingår i släktet Tragocephala och familjen långhorningar.
Artens utbredningsområde är:
- Malawi.
- Moçambique.
- Zimbabwe.

Inga underarter finns listade i Catalogue of Life.